# 몽장문화중심

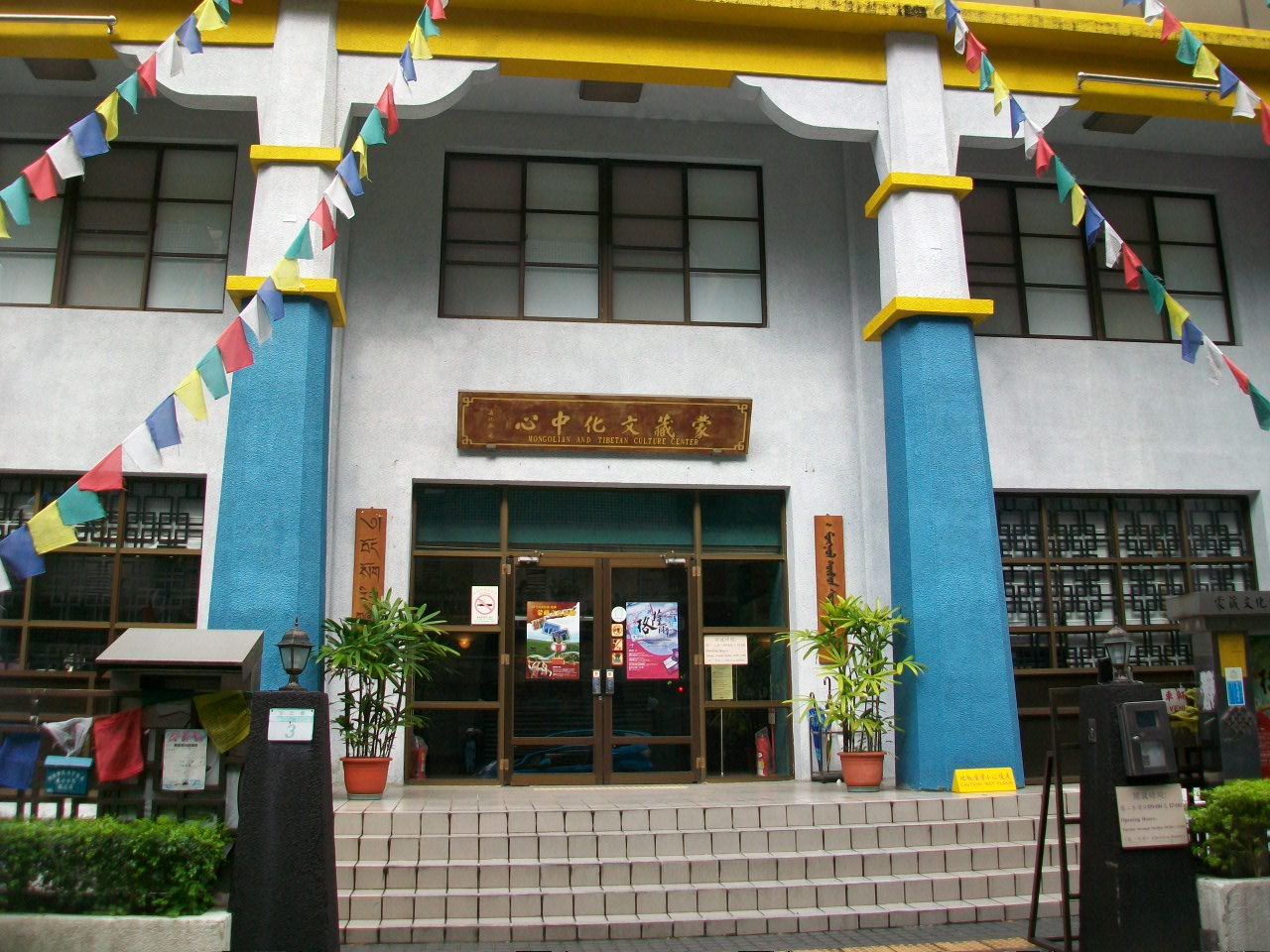
몽장문화중심 청사

몽장문화중심(蒙藏文化中心)은 중화민국 문화부에 소속된 기관으로 그 전신은 2017년 9월 15일에 철폐된 몽장위원회 산하 기구이다. 주요 업무는 몽골과 티베트의 문화와 관련된 사무이다. 청사는 타이베이시 다안구에 있다.

## 조직
- 주임
- 종합과(綜合科) : 몽장문화관 운영, 몽장 문화 문물 교류
- 몽사과(蒙事科) : 몽장문화계간 발행, 몽골 상관 예술 문화 교류, 국내 몽골족 담당
- 장사과(藏事科) : 티베트 상관 예술 문화 교류, 국내와 해외 티베트인 담당

## 같이 보기
- 몽장위원회